# Galin
Galin is een plaats in de gemeente Ozalj in de Kroatische provincie Karlovac. De plaats telt 7 inwoners (2001).